# Gymnopithys leucaspis
El hormiguero cariblanco u hormiguero bicolor (en Colombia) (Gymnopithys leucaspis), también denominado hormiguero cachetiblanco (en Ecuador), hormiguero de mejilla blanca (en Perú) u hormiguero del monte,  es una especie de ave paseriforme de la familia Thamnophilidae perteneciente al género Gymnopithys. Es nativo del noroccidente de la cuenca amazónica en Sudamérica.

## Distribución y hábitat
Se distribuye en el centro de Colombia y desde el sur de Colombia, este de Ecuador y norte de Perú, hacia el este hasta el centro oeste de la Amazonia brasileña, al norte del río Amazonas. Ver más detalles en Subespecies.
Esta especie es bastante común en el sotobosque de selvas húmedas hasta los 900 m de altitud. Es casi siempre encontrada siguiendo regueros de hormigas guerreras, donde frecuentemente es la especie más numerosa presente.

## Sistemática

### Descripción original
La especie G. leucapsis fue descrita por primera vez por el zoólogo británico Philip Lutley Sclater en 1855 bajo el nombre científico Myrmeciza leucaspis; localidad tipo «Villavicencio, Meta, Colombia.»

### Etimología
El nombre genérico masculino «Gymnopithys» deriva del griego «gumnos»: desnudo, pelado; y del género «Pithys» cuyo significado no está claramente definido; puede tener origen en un nombre guaraní; en «pitulos», un pequeño pájaro mencionado por Hesychius; o apenas en una corruptela del género Pipra; refiriéndose al anillo periorbital desnudo del ave; y el nombre de la especie «leucaspis», proviene del griego «leukos»: blanco  y «aspis, aspidos»: escudo; significando «de escudo blanco».

### Taxonomía
La especie transandina Gymnopithys bicolor era tratada anteriormente como la subespecie G. leucaspis bicolor, pero los estudios genéticos indicaron que se trataba de una especie separada, lo que fue aprobado en la Propuesta N.º 587 al Comité de Clasificación de Sudamérica (SACC). Estos estudios también sugieren que la presente especie está hermanada con Gymnopithys rufigula.

### Subespecies
Según la clasificación del Congreso Ornitológico Internacional (IOC) (Versión 7.3, 2017) y Clements Checklist v.2017, se reconocen 4 subespecies, con su correspondiente distribución geográfica:
- Gymnopithys leucaspis leucaspis (P.L. Sclater, 1855) – centro de Colombia (Meta).
- Gymnopithys leucaspis castaneus J.T. Zimmer, 1937 – centro sur de Colombia (Putumayo), este de Ecuador y  norte de Perú (a oeste del río Napo y al norte del Marañón).
- Gymnopithys leucaspis lateralis Todd, 1927 – sureste de Colombia (este de Caquetá hacia el este hasta el sur de Guainía, al sur hasta Amazonas), extremo noreste de Perú (al este del Napo) y norte de Brasil (al norte del río Amazonas y oeste del río Negro).
- Gymnopithys leucaspis peruanus J.T. Zimmer, 1937 – centro norte de Perú (all sur del Marañón en el sur de Amazonas, suroeste de Loreto y San Martín).